# 高松東道路
高松東道路（たかまつひがしどうろ）は、香川県さぬき市津田町鶴羽から高松市檀紙町に至る一般国道11号のバイパスである。
高松北バイパスのさらに南側を迂回するバイパス道路だが、2017年に一部区間（有料区間）が高松自動車道に編入された。

## 有料区間（現在は高速自動車国道編入により消滅）
2017年11月20日まで存在した、高速自動車国道に並行する一般国道自動車専用道路（国道11号バイパス）。現在の高松自動車道・津田東IC - 三木町・高松市境のI期線に当たる区間。
なお三木町・高松市境となっていたのは、当該箇所にインターチェンジ (IC) が存在しない（さぬき三木ICと高松東ICのほぼ中間点）ため。また一般有料道路時代は、高速自動車国道と法規や料金制度が異なるため、本道路有料区間の始点と終点には「ここから高速道路」「ここから一般有料道路」の標識が設置されていた。ただし当該区間の標識は、一般有料道路時代から「高松東道路」ではなく、「高松自動車道」の名称で案内されているため、一般の利用者にとって「高松東道路」という名称の馴染みは薄かった。
2017年11月21日に、四国横断自動車道阿南四万十線として指定替えすることが告示されたため、当該区間は名実ともに高松自動車道の一部区間となった。ただし、料金体系は他の高速自動車国道とは異なるままである。

## 一般区間

### さぬき三木IC前交差点 - 上天神町交差点
全区間で高松自動車道の高架下を通っているが、さぬき三木IC前交差点から香川大学医学部北交差点（三木町・高松市境）は中央分離帯に当たる部分が盛土の高松自動車道となっている。
高松自動車道が4車線化された際には、本区間は管理が香川県に移管される予定である。

### 上天神町交差点 - 檀紙交差点
全区間で高松自動車道の高架下を通っている。